# Linha 3 (Metro do Cairo)
A linha 3 é uma linha do Metrô do Cairo que faz parte do sistema de transporte coletivo da região metropolitana da cidade do Cairo, Egito.

## Histórico
Atualmente, a linha liga a estação de Attaba, no centro-leste do Cairo, com a estação Abbassia e Heliópolis, a nordeste. A linha está projetada para se estenderdo noroeste da área do Grande Cairo em Imbaba até o nordeste, servindo o Aeroporto Internacional do Cairo. A linha verde cruzará o rio Nilo duas vezes no ramal ocidental entre Kit Kat e Zamalek e o ramal oriental entre Zamalek e o centro da cidade do Cairo. Quando da conclusão o comprimento total da linha será de aproximadamente 30,6 km, dos quais 28,1 km subterrâneo e o restante da linha de aproximadamente 2,5 km será ao nível do solo. A implantação será feita em 4 etapas. O projeto inclui uma oficina principal junto ao terminal ocidental da linha e uma oficina de manutenção leve no meio da linha na estação de Abbassia.
A linha utiliza trens fabricados no Japão pela Kinki Sharyo Co. e Toshiba Corp.

## Ligações
A linha 3 conecta-se a  Linha 2 na estação de Attaba e com a  Linha 1 na Estação de Nasser.